# Тишкевич Михайло Станіславович
Миха́йло Станісла́вович Тишке́вич (нар. 7 квітня 1857, с. Андрушівка (тепер — Вінницька область) — 3 серпня 1930, Жидачів, Польща) — граф з роду Тишкевичів, український дипломат, публіцист, митець і меценат. Тричі номінований на Нобелівську премію миру (1910, 1911 і 1927).

## Біографія
Народився 7 квітня 1857 року у селі Андрушівка Київської губернії, Липовецького повіту, у родині уманського маршалка Станіслава Тишкевича. Юнаком жив у Варшаві та Вільні, захопився там живописом, зі срібною медаллю закінчив Петербурзьку академію мистецтв і далі навчався на Заході.
Згодом повернувся до батьківського маєтку, присвятився господарству та громадській праці серед селян. Тоді й «повернувся до українства», про що заявив у київській газеті «Рада». Водночас віддався політиці, публіцистиці та філантропії.
1888 року заснував «Михайлову премію» за найкращий літературний твір з минулого України для львівського товариства «Просвіта», допомагав українським і польським митцям і письменникам. З нагоди 100-літнього ювілею Тараса Шевченка 1914 року подарував 20 000 карбованців Українському Науковому Товариству в Києві (був його почесним членом). До 1914 заснував кілька товариств (Związek Katolicki, Союз землевласників, Partia Krajowa), в яких підтримував проукраїнські тенденції; боронив вимоги українців у російських і польських газетах.
Під час Першої світової війни жив у Лозанні (Швайцарія), де розвинув жваву проукраїнську діяльність: публікував статті в західній пресі, листувався з впливовими політиками та державними діячами Антанти, пропагував ідеї української самостійності, допомагав тижневикові «L'Ukraine» (ред. Володимир Степанківський); був головою Україно-Литовського товариства та спричинився до заснування інформаційного товариства «Ucraina».
1917 року у Києві очолив Союз українців-католиків.
У лютому 1919 уряд УНР призначив Тишкевича головою дипломатичного представництва при Ватикані.
22 серпня 1919 став головою української місії при мировій Конференції в Парижі (по Григорію Сидоренку). Внаслідок розходжень з урядом УНР вийшов із місії.
З 1920 жив у маєтку свого сина в Жидові біля Познані (Польська республіка), де й помер.

## Праці
Тишкевич видав «Documents reiatifs a l'histoire de l'Ukraine (1569—1764)», І—II. «Cartes de l'Ukraine» (1919), «Ukraine face au Congrès» (1919), «Уривки з спогадів» (ЛНВ, 1928, 1929).